# Аутуори, Дзаккариа
Дзаккариа Аутуори (итал. Zaccaria Autuori, более точная передача имени с португальского языка — Закария или Закариас порт. Zacarias Autuori; 1899, Кава-де-Тиррени — 1961, Сан-Паулу) — бразильский скрипач, дирижёр, музыкальный педагог и художник итальянского происхождения.
Первоначальное музыкальное образование получил как скрипач в Неаполе у Гаэтано Фузелла. С юношеских лет жил в Бразилии. С начала 1920-х гг. был одной из центральных фигур в музыкальной жизни Сан-Паулу: преподавал различные курсы в консерватории (среди его учеников Гвидо Санторсола), начиная с 1914 г. последовательно был лидером трёх ведущих струнных квартетов региона, главным дирижёром Муниципального симфонического оркестра Сан-Паулу.
В поздние годы выступил также как художник-самоучка примитивистского направления. Пейзажи Аутуори были впервые выставлены в Музее искусства Сан-Паулу в 1951 г. и затем приобретены музеем, один из них был репродуцирован в обзорном труде Пьетро Марии Барди «Искусство в Бразилии» (1956); в 1961 г. посмертно состоялась персональная выставка картин Аутуори.
Именем Аутуори названа улица (порт. Rua Maestro Zacarias Autuori) в Сан-Паулу.